# Margarina

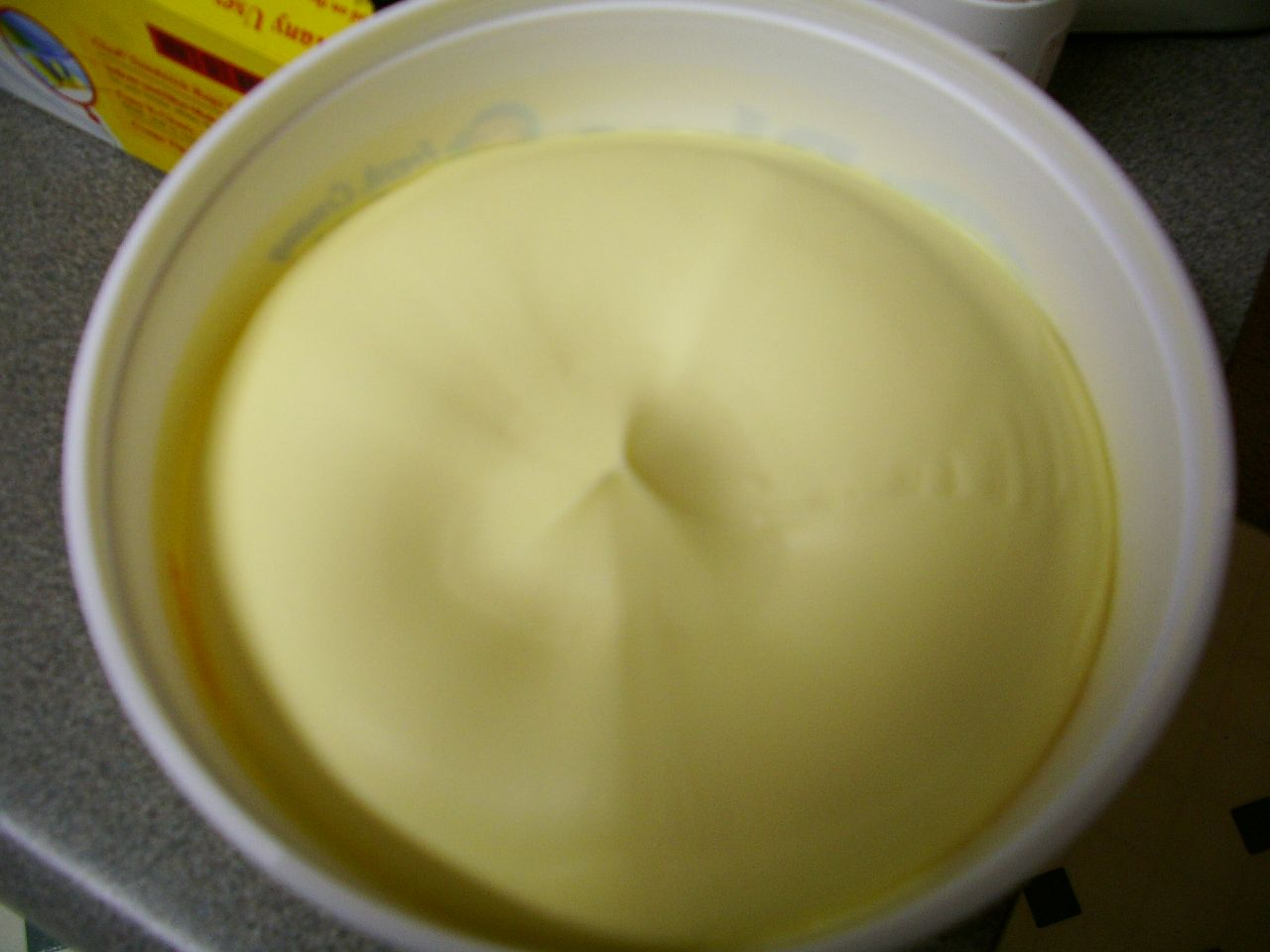
Margarina

La margarina és un terme genèric que pot indicar un gran espectre de productes substituts de la mantega. A diferents llocs del món, la margarina ha estat un dels productes més venuts per "untar", tot i que la mantega i l'oli d'oliva també tenen un gran pes important dins del mercat. La margarina, al contrari que la mantega i l'oli d'oliva, és rica en greixos trans.
La producció de margarina va agafar una forta importància durant la Segona Guerra Mundial, sobretot a Alemanya, com a substitut de la mantega i font de lípids. Posteriorment, la margarina es va convertir en un negoci mundial.

## Història
La margarina té una llarga història, fins i tot confusa. El seu nom s'origina després del descobriment de l'«àcid margàric», realitzat per Michel Eugène Chevreul el 1813. Es pensava que l'àcid margàric era un dels tres àcids grassos que combinats formaven els greixos animals, sent els altres l'àcid esteàric i l'àcid oleic. Tanmateix, el 1853 es va descobrir que l'àcid margàric era una combinació d'àcid esteàric i de l'àcid palmític, abans desconegut.
Durant la dècada dels anys 1860, l'emperador Napoleó III de França va oferir una recompensa a qualsevol que pogués elaborar satisfactòriament un substitut a la mantega, en aquell moment cara i difícil de conservar, per a les classes socials baixes i les forces armades: va demanar exactament un «cos gras com la mantega, però de preu inferior, apta per conservar-se llarg temps sense alterar-se guardant el seu valor nutricional». El farmacèutic Hippolyte Mège-Mouriés va realitzar una emulsió blanca resultant del greix de boví fraccionada, de llet i d'aigua, batejada com a «oleomargarina» (que després va escurçar a margarina, del grec μάργαρον, /margaron/, 'blanc de perla'). Es preparava extraient la porció líquida sota pressió i després deixant-la solidificar. Quan es combina amb butirina i aigua produeix un substitut de la mantega de similar sabor. La patent va ser presentada el 1872 i la comercialització de la margarina es va desenvolupar a partir d'aquell moment.
Mège-Mouriès va patentar el producte, que va anomenar oleomargarina, i va ampliar la seva operació de fabricació inicial des de França, però va tenir poc èxit comercial. El 1871, va vendre la patent a l'empresa holandesa Jurgens, actualment part d'Unilever. El mateix any un farmacèutic alemany, Benedict Klein de Colònia, va fundar la primera fàbrica de margarina a Alemanya, produint les marques Overstolz i Botteram.
La principal matèria primera en la formulació original de la margarina era el greix de vedella. El 1871, Henry W. Bradley de Binghamton, Nova York, va rebre la patent U.S. Patent 110,626 per a un procés de creació de margarina que combinava olis vegetals (principalment oli de llavor de cotó) amb greixos animals. El 1874, la primera càrrega comercial va arribar al Regne Unit. A finals del segle xix, unes 37 empreses estaven fabricant margarina als EUA, en oposició a la indústria de la mantega, que va protestar i va pressionar per la intervenció del govern, i finalment la Llei de la margarina de 1886 va imposar taxes punitives als fabricants de margarina.
L'escassetat en el subministrament de greix de vedella, combinada amb els avenços de James F. Boyce i Paul Sabatier en la hidrogenació de materials vegetals, aviat van accelerar l'ús del mètode de Bradley, i entre 1900 i 1920 es va produir oleomargarina comercial a partir d'una combinació de greixos animals i vegetals endurits i olis sense endurir. La Gran Depressió, seguida del racionament a Amèrica i el Regne Unit, entre altres països, durant la Segona Guerra Mundial, va provocar una reducció de l'oferta de greix i mantega animals i, el 1945, la margarina "original" havia desaparegut gairebé completament del mercat. Als Estats Units, els problemes amb el subministrament, juntament amb els canvis en la legislació, van fer que els fabricants es canviessin gairebé completament als olis i greixos vegetals el 1950, i la indústria estava preparada per a una era de desenvolupament de productes.

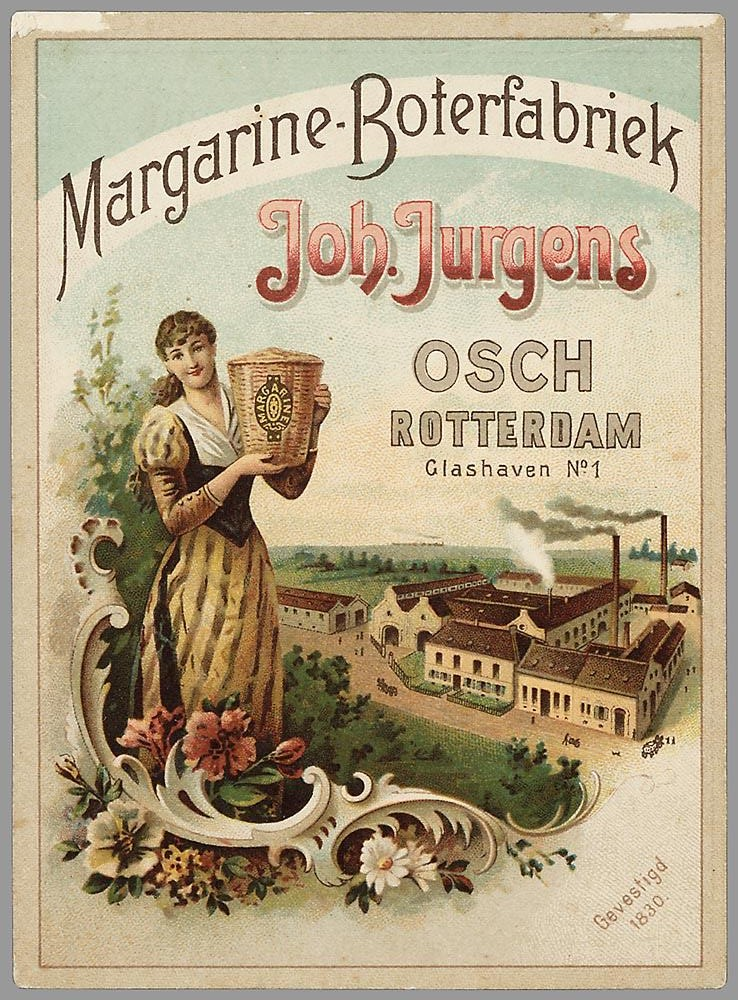
Publicitat de margarina holandesa, 1893

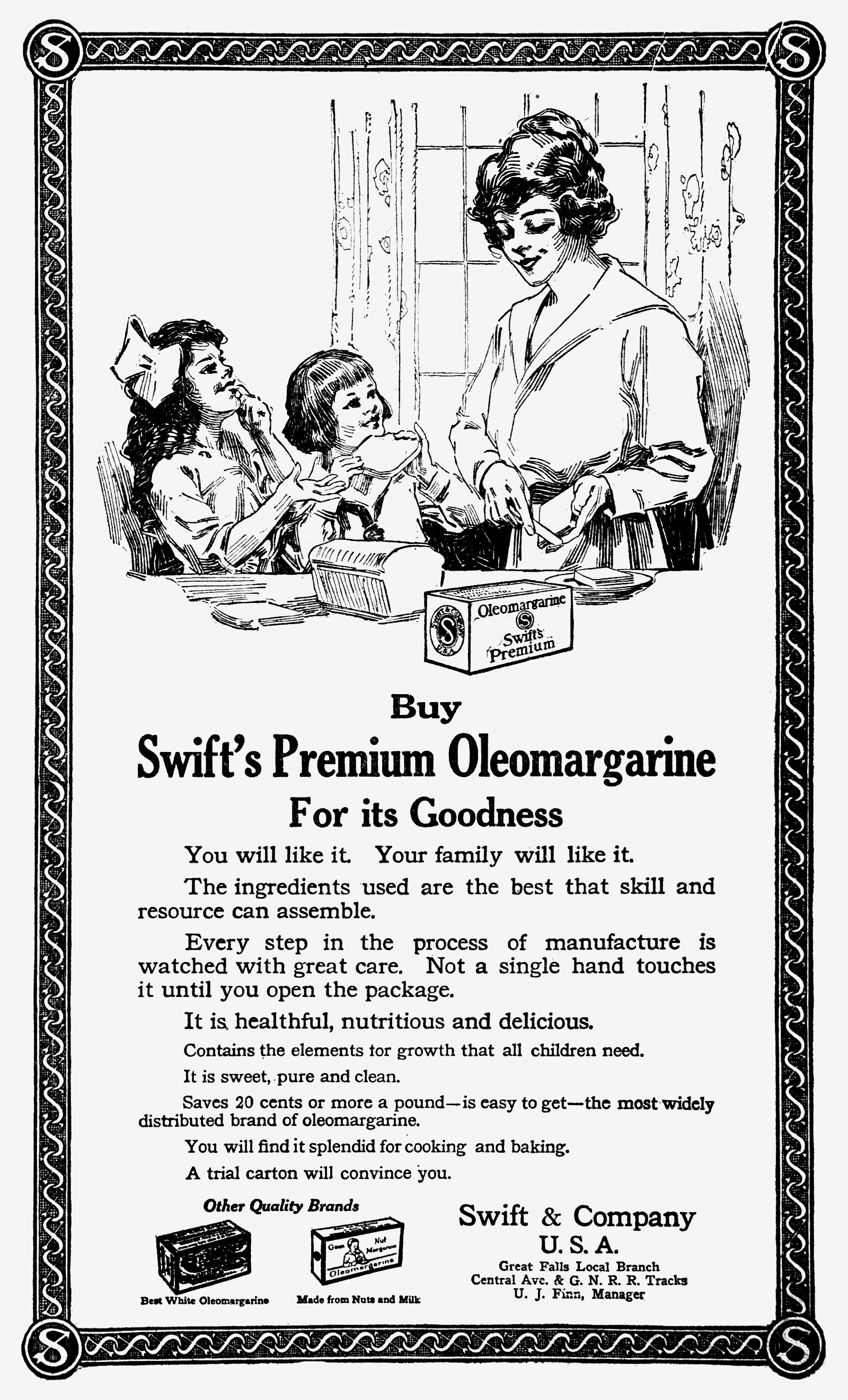
Anunci al diari d'un producte d'oleomargarina americana, 1919. Producte elaborat per l'empresa nord-americana Swift & Company a partir de subproductes del negoci de transformació animal.

###### Debat sobre el color
Mentre que la mantega que produïen les vaques tenia un color lleugerament groc, la margarina tenia un color blanc, la qual cosa feia que la margarina s'assemblava més a la llard de porc, i això a moltes persones els semblava poc apetitosa. Cap a finals de la dècada de 1880, els fabricants van començar a pintar de groc margarina per millorar les vendes.
Les empreses lleteres, especialment a Wisconsin, es van alarmar davant l'amenaça potencial per al seu negoci i el 1902 van aconseguir que s'aprovés una legislació per prohibir la coloració del producte blanc cru. En resposta, les empreses de margarina van distribuir la margarina juntament amb un paquet de colorant alimentari groc. El producte es va col·locar en un bol i el color es va barrejar manualment. Això va requerir una mica de temps i esforç, especialment si la barreja s'havia de fer a mà, que era habitualment el cas en aquell moment, ja que les batedores elèctriques domèstiques poques vegades s'utilitzaven abans de la dècada de 1920. Per tant, no era estrany que el producte final se servissin com un producte amb ratlles de color groc clar i fosc, o fins i tot blanc. Durant la Segona Guerra Mundial hi va haver escassetat de mantega als Estats Units i la margarina es va fer popular. El 1951, la W. E. Dennison Company va rebre la U.S. Patent 2,553,513 per a un mètode per col·locar una càpsula de colorant groc dins d'un paquet de plàstic de margarina. Després de la compra, la càpsula es va trencar prement a l'exterior del paquet, i després el paquet es va amassar per distribuir el colorant. Al voltant de 1955, les lleis de colorants artificials van ser derogades, i la margarina es podia tornar a vendre acolorida com la mantega.

## Mantega de carbó
Cap a les dècades de 1930 i 1940, Arthur Imhausen va desenvolupar i implementar un procés industrial a Alemanya per produir greixos comestibles mitjançant l'oxidació de cera de parafina sintètica feta amb carbó. Els productes es van destil·lar fraccionament i els greixos comestibles es van obtenir a partir de la fracció C
9 – C
16.que van reaccionar amb glicerol com la sintetitzada a partir de propilè. Es va trobar que la margarina feta amb ells era nutritiva i de gust agradable, i es va incorporar a les dietes aportant fins a 700 calories per dia. El procés requeria almenys 60 kg de carbó per kg de mantega sintètica. Aquest procés industrial es va interrompre després de la Segona Guerra Mundial per la seva ineficiència.

### Després de la Segona Guerra Mundial
Durant la Segona Guerra Mundial i els anys immediats de la postguerra enmig del racionament al Regne Unit, només hi havia dos tipus de margarina disponibles: una marca prèmium i una marca econòmica amb oli de balena s'utilitza en la seva fabricació. Amb el final del racionament l'any 1955, el mercat es va obrir a les forces de l'oferta i demanda, i el màrqueting de marca es va fer prevalent. La competència entre els principals productors va rebre un impuls més amb l'inici de la publicitat televisiva comercial l'any 1955 i, al llarg dels anys 50 i 60, les empreses competidores van competir entre elles per produir la margarina que tenia més gust de mantega.

### Difusió dels productes
A mitjan dècada de 1960, la introducció de dues barreges baixes en greix d'oli de mantega i olis vegetals a Escandinàvia, anomenades Lätt & Lagom i Bregott, va enfosquir la qüestió del que s'hauria d'anomenar "margarina" i va començar el debat que va portar a la introducció del terme "spread". L'any 1978, un producte amb un 80% de greixos anomenat Krona, elaborat batejant una barreja de nata i olis vegetals. , es va introduir a Europa i, el 1982, el Milk Marketing Board va introduir al Regne Unit una barreja de nata i olis vegetals anomenada Clover. L'oli vegetal i la crema per untar, I Can't Believe It's Not Butter! (No puc creure que no sigui mantega!) es va introduir als Estats Units el 1981, i al Regne Unit i al Canadà el 1991.
Al segle xxi, els productes per untar de margarina van tenir moltes novetats per millorar el seu atractiu per al consumidor. La majoria de les marques van eliminar gradualment l'ús d'oli hidrogenats i van quedar lliures de greixos trans. Moltes marques van llançar margarines per untar estables a la nevera que només contenen un terç del contingut de greixos i calories dels productes per untar tradicionals. Altres varietats d'untables inclouen aquelles amb àcids grassos omega-3 afegits, baix o sense sal, esterols vegetals afegits (afirmat que redueixen el colesterol), oli d'oliva, o olis vegans certificats. A principis del segle xxi, els fabricants van oferir margarines en ampolles de plàstic per facilitar la dispensació i van oferir la margarina rosa com a novetat.

## Procés de fabricació

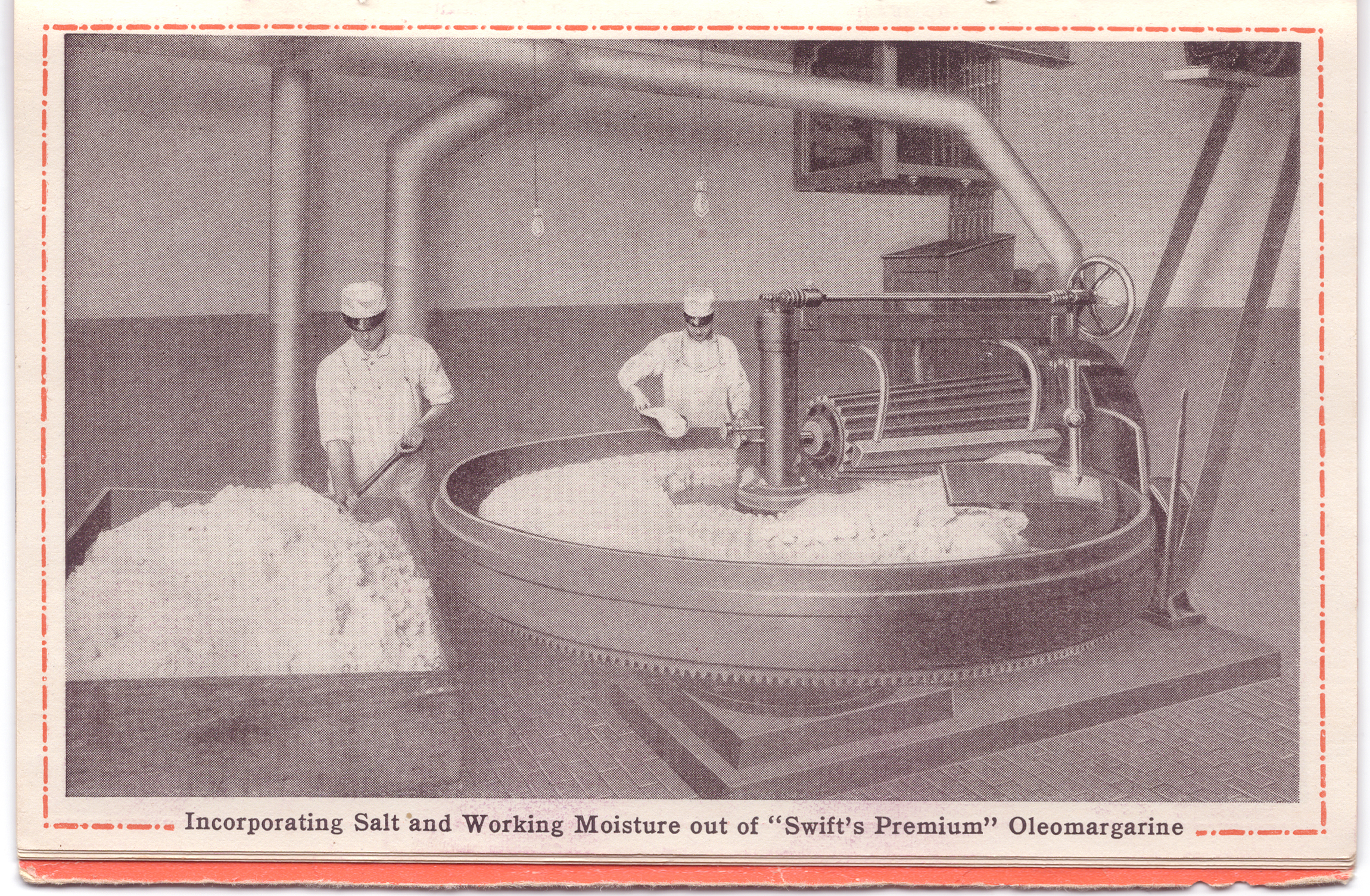
Tarjeta postal de "Incorporació de sal i humitat de treball de l'oleomargarina "Swift's Premium", sense data

El mètode bàsic d'elaboració de margarina avui consisteix a emulsionar una barreja d'olis i greixos d'origen vegetal i animal, que es pot modificar mitjançant el fraccionament, la interesterificació o la hidrogenació, amb llet desnatada que pot fermentar o fer-se agre, sal, àcid cítric o làctic, refredar la barreja per solidificar-la i treballar-la per millorar-ne la textura. Margarines i greixos vegetals per untar que es troben al mercat poden oscil·lar entre un 10% i un 90% de greix, depenent del màrqueting dietètic i la finalitat (untar, cuinar o coure). Les margarines de bany més suaus estan fetes amb olis menys hidrogenats i més líquids que les margarines en bloc.
Són comuns tres tipus de margarina:
- Margarina líquida embotellada per cuinar o remenar els plats.
- Greixos vegetals suaus per untar, rics en greixos mono o poliinsaturats, que estan fets de càrtam, gira-sol, soja, llavor de cotó, colza i oli d'oliva.
- Margarina dura (de vegades sense color) per cuinar o coure.

Per produir margarina, els primers olis i greixos són extreu, p. prement de les llavors, i després refinat. Els olis poden experimentar un procés d'hidrogenació total o parcial per solidificar-los. La barreja de llet/aigua es manté separada de la barreja d'oli fins a l'etapa d'emulsió. Els greixos s'escalfen perquè siguin líquids durant el procés de barreja. Els additius solubles en aigua s'afegeixen a l'aigua o la barreja de llet, i s'afegeixen emulsionants com la lecitina per ajudar a dispersar la fase aquosa uniformement per tot l'oli. Altres additius solubles en aigua inclouen llet desnatada en pols, sal, àcid cítric, àcid làctic i conservants com el sorbat de potassi. Els additius solubles en greixos es barregen a l'oli. Aquests inclouen carotenoides per colorant i antioxidants. A continuació, les dues mescles s'emulsionen afegint lentament l'oli a la barreja de llet/aigua amb agitació constant. A continuació, la barreja es refreda. El refredament ràpid evita la producció de grans cristalls i dona com a resultat una textura suau. Després s'enrotlla o pasta el producte. Finalment, el producte es pot airejar amb nitrogen per facilitar-ne la difusió.
Des de la invenció d'Hippolyte Mège-Mouriés, els fabricants de margarina han introduït molts canvis. La margarina moderna es pot fer amb una gran varietat de greixos animals o vegetals i es barreja generalment amb llet descremada, sal i emulsionants.
Avui en dia es poden trobar diversos tipus de margarines, que segons els seus usos les podem classificar en: margarines per a taula, per a batuts o fornejar, i per a pastes de full. La margarina de taula és aquella que es fa servir per untar el pa: és de gust intens i, en general, és molt tova, fet que permet la seva fàcil manipulació (també se la coneix com a margarina tipus suau). La margarina de batuts o de fornejar és aquella que es fa servir a la indústria gastronòmica: posseeix menys quantitat d'aigua disponible el que la fa més fàcil de treballar en tècnica (no és igual en propietats que la mantega, puix lliura productes menys crocants i de menor gust). És apta per a batuts i masses seques. La margarina de pastes fullades és aquella que es fa servir només per elaborar masses de fulla com a daneses; aquesta margarina és pobra en gust i té un major punt de fum. Gràcies a aquesta característica resisteix les altes temperatures del fornejat, deixant la textura fullada que s'espera.
En la majoria dels països la margarina no pot ser venuda com a mantega, ja que existeixen lleis que prohibeixen això. En canvi, en altres països la margarina s'embeni com aquella. Particularment a Veneçuela existeix el fenomen de conèixer-la popularment com a mantega donada la seva superior popularitat per sobre de la mantega a causa del seu menor preu, o bé com Mavesa per metonímia; no obstant això, aquest últim terme és poc usat donant-se-li preferència al primer.

### Hidrogenació

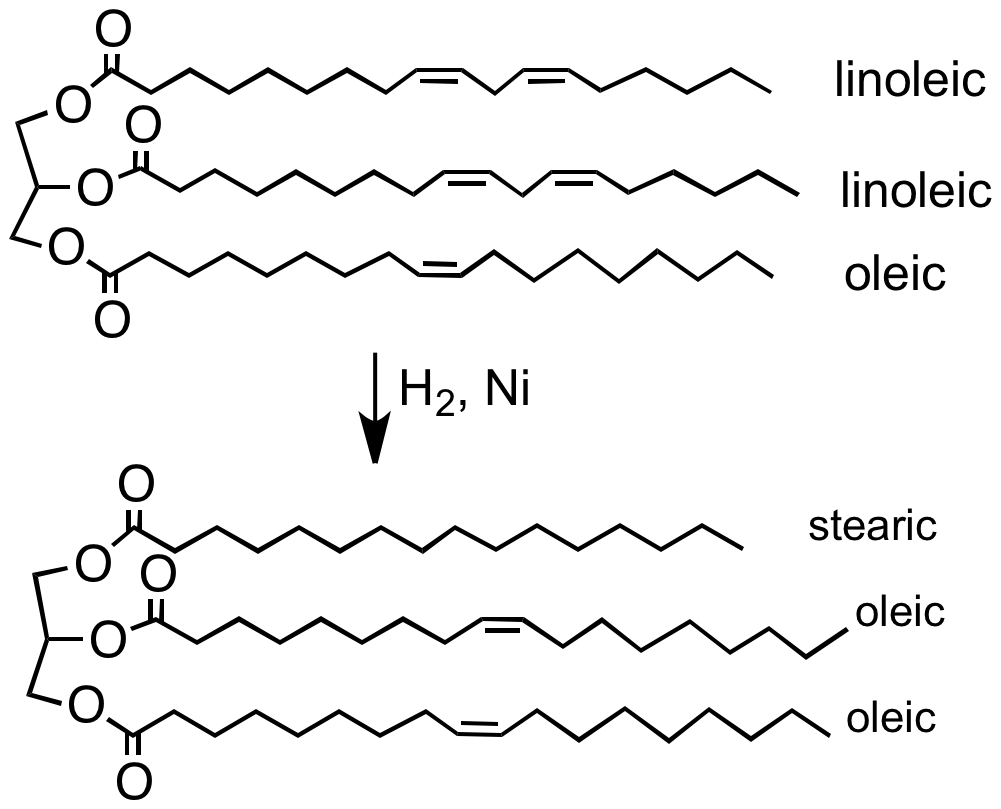
Hidrogenació parcial d'un oli vegetal típic a un component típic de la margarina. La majoria dels dobles enllaços C=C s'eliminen en aquest procés, la qual cosa augmenta el punt de fusió del producte.

Els greixos vegetals i animals són compostos similars amb diferents punts de fusió. Els greixos que són líquids a temperatura ambient es coneixen generalment com a olis. Els punts de fusió estan relacionats amb la presència de dobles enllaços carboni-carboni en els components dels àcids grassos. Un nombre més elevat de dobles enllaços dona un punt de fusió més baix. Els olis es poden convertir en substàncies sòlides a temperatura ambient mitjançant la hidrogenació.
Normalment, els olis naturals s'hidrogenen fent passar gas hidrogen a través del petroli en presència d'un catalitzador de níquel, en condicions controlades.Plantilla:Cita necessària L'addició d'hidrogen als enllaços insaturats (dobles enllaços alcènics C=C) dona lloc a enllaços C-C saturats, augmentant efectivament el punt de fusió de l'oli i, per tant, "endurint-lo". Això es deu a l'augment de la força de van der Waalss entre les molècules saturades en comparació amb les molècules insaturades. No obstant això, com que hi ha possibles beneficis per a la salut en limitar la quantitat de greixos saturats en la dieta humana, el procés es controla de manera que només s'hi hidrogenin prou dels enllaços per donar la textura requerida. Es diu que les margarines elaborades d'aquesta manera contenen greix hidrogenat. Aquest mètode s'utilitza avui en dia per a algunes margarines encara que el procés ha Si la hidrogenació és incompleta (enduriment parcial), les temperatures relativament altes utilitzades en el procés d'hidrogenació tendeixen a invertir una mica. dels dobles enllaços carboni-carboni en la forma "trans". Si aquests enllaços particulars no s'hidrogenen durant el procés, romanen presents a la margarina final en molècules de greixos trans, el consum dels quals s'ha demostrat que és un factor de risc per a malaltia cardiovascular. Per aquest motiu, els greixos parcialment endurits s'utilitzen cada cop menys a la indústria de la margarina. Alguns olis tropicals, com l'oli de palma i l'oli de coco, són naturalment semisòlids i no requereixen hidrogenació.

## Nutrició
En una quantitat de referència de 100 grams, la margarina, fabricada a partir d'oli de soja i pasteuritzada, aporta 628 calories i es compon d'un 70% de greix, un 2% d'hidrats de carboni, un 26% d'aigua i una proteïna insignificant (taula). La margarina de referència era rica en vitamina E (37% del valor diari, DV), que contenia 35 mg de gamma-tocoferol) i sodi (47% DV) afegit com a sal per donar sabor. A menys que s'enriqueixi amb micronutrients durant la fabricació, no hi ha altres nutrients amb un contingut significatiu. Es poden afegir vitamina A i vitamina D per a l'enfortiment.

###### Quantitat de greix
Els papers de la mantega i de la margarina tradicional (80% de greix) són similars pel que fa al seu contingut energètic, però les margarines baixes en greix i les untables també estan àmpliament disponibles.

###### Greix saturat
La substitució dels greixos saturats i trans insaturats per greixos monoinsaturats o poliinsaturats no hidrogenats és més eficaç per prevenir les malalties coronàries que reduir la ingesta total de greixos. Vegeu greixos saturats i malalties cardiovasculars.
Els greixos vegetals poden contenir entre un 7% i un 86% d'àcids grassos saturats. Els olis líquids (oli de colza, oli de gira-sol) acostumen a estar en l'extrem baix, mentre que els olis tropicals (oli de coco, oli de palma) i olis totalment endurits (hidrogenats) es troben a l'extrem més alt de l'escala. Una barreja de margarina és una barreja dels dos tipus de components. En general, les margarines més fermes contenen més greixos saturats.
La margarina de bany suau típica conté entre un 10% i un 20% de greixos saturats. El greix de mantega normal conté entre un 52 i un 65% de greixos saturats. L'Institut Americà de Medicina i l'Autoritat Europea de Seguretat Alimentària recomanen que la ingesta de greixos saturats sigui tan baixa com sigui possible.

###### Greixos insaturats
S'ha trobat que el consum d'àcids greixos insaturatsti disminueix els nivells de colesterol LDL i augmenta els nivells de colesterol HDL a la sang, reduint així el risc de desenvolupar malalties cardiovasculars.
Hi ha dos tipus d'olis insaturats: els greixos mono i poliinsaturats, tots dos reconeguts com a beneficis per a la salut en contrast amb els greixos saturats. Alguns olis vegetals àmpliament cultivats, com ara els olis de colza, gira-sol, cártam i oliva contenen grans quantitats de greixos insaturats.
- Àcids grassos omega-3 Els àcids grassos omega-3 són una família d'àcids grassos poliinsaturats. Aquest és un dels dos àcids grassos essencials, anomenats així perquè els humans no poden fabricar-lo i l'han d'obtenir dels aliments. Els àcids grassos omega-3 s'obtenen majoritàriament a partir de peixos grassos capturats a les aigües del nord. Són relativament poc freqüents en fonts vegetals, inclosa la margarina. No obstant això, un tipus d'àcids grassos omega-3, l'àcid alfa-linolènic (ALA) es pot trobar en alguns olis vegetals. L'oli de lli conté un 30-50% d'ALA, i s'està convertint en un suplement dietètic popular per competir amb els olis de peix; tots dos s'afegeixen sovint a les margarines prèmium. Una antiga planta d'oli, Camelina sativa, ha guanyat popularitat recentment pel seu alt contingut en omega-3 (30-45%), i s'ha afegit a algunes margarines. L'oli de cànem conté aproximadament un 20% d'ALA. Es troben petites quantitats d'ALA en olis vegetals com ara oli de soia (7%), oli de colza (7%) i oli de germen de blat (5%).[cal citació]
- Àcids grassos omega-6 Els àcids grassos omega-6 també són importants per a la salut. Inclouen l'àcid gras essencial àcid linoleic (LA), que és abundant en olis vegetals cultivats en climes temperats. Alguns, com ara el cànem (60%) i els olis de margarina comuns de blat de moro (60%), llavors de cotó (50%) i gira-sol (50%), tenen grans quantitats, però la majoria de les llavors oleaginoses temperades tenen més d'un 10% de LA. La margarina és molt alta en àcids grassos omega-6. Les dietes occidentals modernes solen ser força altes en omega-6 però molt deficients en omega-3. La proporció d'omega-6 a omega-3 sol ser de 5:1 a 10:1. Grans quantitats d'omega-6 disminueixen l'efecte dels omega-3. Per tant, es recomana que la proporció de la dieta sigui inferior a 4:1, tot i que la proporció òptima pot ser més propera a 1:1.[49][50]